# 宮崎友花
宮崎友花（日语：／ Miyazaki Tomoka，2006年8月17日—），出生於大阪府大阪市，日本女子羽毛球运动员。

## 簡歷
2022年10月，宮崎友花代表日本隊出戰世界青年羽毛球錦標賽，在率先進行的混合團體賽中，日本隊取得銅牌。而在單打賽事中，宮崎友花在決賽以2比1（21-14、20-22、21-17）擊敗中國隊的袁安琪，獲得女子單打冠軍。她也成為日本繼奥原希望、山口茜和郡司莉子之後第四位世青女單冠軍。
2023年10月，宮崎友花參加印尼泗水大師賽，在決賽以2比0（21-9、21-15）戰勝泰國選手波恩皮查，取得生涯首個超級賽冠軍。
2024年3月，宮崎友花參加奧爾良大師賽，在決賽以2比0（21-18、21-12）戰勝明地陽菜，取得生涯首個超級300級別冠軍。
2024年9月，第二次參加超級1000級別比賽的宮崎友花在中國公開賽準決賽中以2比0（22-20、21-15）戰勝山口茜。雖然決賽不敵王祉怡獲得亞軍，仍以18歲36天的年紀刷新最年輕的1000賽決賽選手紀錄（原紀錄：安洗瑩，19歲261天，2021年丹麥公開賽）。
2024年12月，宮崎友花在全日本綜合錦標賽戰勝仁平菜月奪冠，成為繼宮村愛子、奥原希望、山口茜後的第四位高中生冠軍。

## 主要比賽成績
只列出曾進入準決賽的國際賽事成績：
| 年份   | 賽事                     | 公開賽級別 | 項目     | 拍檔     | 成績   |
| ------ | ------------------------ | ---------- | -------- | -------- | ------ |
| 2022年 | 世界青年羽毛球錦標賽     | 其他       | 混合團體 | －       | 季軍   |
| 2022年 | 世界青年羽毛球錦標賽     | 其他       | 女子單打 | －       | 冠軍   |
| 2022年 | 斯洛文尼亞羽球未來系列賽 | 未來系列賽 | 女子單打 | －       | 冠軍   |
| 2023年 | 北馬里亞納羽球公開賽     | 國際挑戰賽 | 女子單打 | －       | 亞軍   |
| 2023年 | 塞班島羽球國際賽         | 國際挑戰賽 | 女子單打 | －       | 冠軍   |
| 2023年 | 危地馬拉羽球未來系列賽   | 未來系列賽 | 女子單打 | －       | 冠軍   |
| 2023年 | 危地馬拉羽球未來系列賽   | 未來系列賽 | 女子雙打 | 田口真彩 | 亞軍   |
| 2023年 | 亞洲青年羽球錦標賽       | 其他       | 混合團體 | －       | 冠軍   |
| 2023年 | 印尼棉蘭羽球大師賽       | 超級100賽  | 女子單打 | －       | 準決賽 |
| 2023年 | 印尼泗水羽球大師賽       | 超級100賽  | 女子單打 | －       | 冠軍   |
| 2023年 | 韓國羽毛球大師賽         | 超級300賽  | 女子單打 | －       | 亞軍   |
| 2024年 | 亞洲羽球團體錦標賽       | 其他       | 女子團體 | －       | 季軍   |
| 2024年 | 奧爾良羽球大師賽         | 超級300賽  | 女子單打 | －       | 冠軍   |
| 2024年 | 瑞士羽毛球公開賽         | 超級300賽  | 女子單打 | －       | 準決賽 |
| 2024年 | 優霸盃                   | 其他       | 女子團體 | －       | 季軍   |
| 2024年 | 香港羽毛球公開賽         | 超級500賽  | 女子單打 | －       | 準決賽 |
| 2024年 | 中國羽毛球公開賽         | 超級1000賽 | 女子單打 | －       | 亞軍   |
| 2024年 | 澳門羽毛球公開賽         | 超級300賽  | 女子單打 | －       | 準決賽 |
| 2024年 | 北極羽毛球公開賽         | 超級500賽  | 女子單打 | －       | 準決賽 |
| 2024年 | 韓國羽毛球大師賽         | 超級300賽  | 女子單打 | －       | 準決賽 |
| 2024年 | 中國羽毛球大師賽         | 超級750賽  | 女子單打 | －       | 準決賽 |
| 2025年 | 印度羽毛球公開賽         | 超級750賽  | 女子單打 | －       | 準決賽 |
| 2025年 | 亞洲羽毛球混合團體錦標賽 | 其他       | 混合團體 | －       | 季軍   |
| 2025年 | 蘇迪曼盃                 | 其他       | 混合團體 | －       | 季軍   |
| 2025年 | 台北羽毛球公開賽         | 超級300賽  | 女子單打 | －       | 冠軍   |
| 2025年 | 泰國羽毛球公開賽         | 超級500賽  | 女子單打 | －       | 準決賽 |

| 2018-2026年 | 總決賽 | 超級1000賽 | 超級750賽 | 超級500賽 | 超級300賽 | 超級100賽 | 國際挑戰賽 | 國際系列賽 | 未來系列賽 | 其他 |

## 主要對賽紀錄
宮崎友花與主要對手的對賽成績如下（只列出對賽三次或以上對手，僅包括影響世界排名積分的賽事，截至2024年11月8日）：
| 對手          | 對賽次數 | 對賽結果 | 對賽結果 | 總計 |
| 對手          | 對賽次數 | 勝       | 負       | 總計 |
| ------------- | -------- | -------- | -------- | ---- |
| 邦比差·崔基翁 | 4        | 2        | 2        | 0    |
| 明地陽菜      | 3        | 3        | 0        | +3   |
| 仁平菜月      | 3        | 3        | 0        | +3   |
| 拉差諾·依瑟儂 | 4        | 2        | 2        | 0    |

## 外部連結
- 宮崎友花的Instagram帳戶
- 宮崎友花 （页面存档备份，存于）在日本羽球協會的球員簡介